# Nurulu
Nurulu è un comune dell'Azerbaigian situato nel distretto di İmişli. Conta una popolazione di 786 abitanti.